# Cifra
Cifra este o arie protejată (arie specială de conservare — SAC, sit de importanță comunitară — SCI) din Slovacia întinsă pe o suprafață de 171,68 ha, integral pe uscat.

## Localizare
Centrul sitului Cifra este situat la coordonatele 48°17′02″N 20°02′16″E / 48.284017°N 20.037859°E.

## Înființare
Situl Cifra a fost declarat sit de importanță comunitară în decembrie 2021.

## Biodiversitate
Situată în ecoregiunea panonică, aria protejată conține 2 habitate naturale: Pajiști uscate seminaturale și facies de acoperire cu tufișuri pe substraturi calcaroase (Festuco-Brometalia) (* situri importante pentru orhidee), Formațiuni de Juniperus communis pe lande sau pajiști calcaroase.
La baza desemnării sitului se află o specie protejată de  mamifere: popândău (Spermophilus citellus).